# Елкгарт (Техас)
Елкгарт (англ. Elkhart) — місто (англ. town) в США, в окрузі Андерсон штату Техас. Населення — 1287 осіб (2020).

## Географія
Елкгарт розташований за координатами 31°37′41″ пн. ш. 95°34′43″ зх. д. / 31.62806° пн. ш. 95.57861° зх. д. (31.628154, -95.578675).  За даними Бюро перепису населення США в 2010 році місто мало площу 3,99 км², з яких 3,97 км² — суходіл та 0,01 км² — водойми.

## Демографія
Згідно з переписом 2010 року, у місті мешкала 1371 особа в 473 домогосподарствах у складі 342 родин. Густота населення становила 344 особи/км².  Було 549 помешкань (138/км²).
Расовий склад населення:
| - 84,0 % — білих - 9,3 % — чорних або афроамериканців - 1,0 % — корінних американців - 0,2 % — азіатів - 2,7 % — осіб інших рас |

До двох чи більше рас належало 2,7 %. Частка іспаномовних становила 8,2 % від усіх жителів.
За віковим діапазоном населення розподілялося таким чином: 31,1 % — особи молодші 18 років, 50,6 % — особи у віці 18—64 років, 18,3 % — особи у віці 65 років та старші. Медіана віку мешканця становила 35,4 року. На 100 осіб жіночої статі у місті припадало 92,6 чоловіків;  на 100 жінок у віці від 18 років та старших — 83,7 чоловіків також старших 18 років.
Середній дохід на одне домашнє господарство  становив 51 387 доларів США (медіана — 35 875), а середній дохід на одну сім'ю — 58 406 доларів (медіана — 42 188). Медіана доходів становила 48 935 доларів для чоловіків та 32 596 доларів для жінок. За межею бідності перебувало 19,4 % осіб, у тому числі 17,6 % дітей у віці до 18 років та 29,0 % осіб у віці 65 років та старших.
Цивільне працевлаштоване населення становило 568 осіб. Основні галузі зайнятості: освіта, охорона здоров'я та соціальна допомога — 23,8 %, транспорт — 15,8 %, сільське господарство, лісництво, риболовля — 9,3 %, роздрібна торгівля — 9,0 %.